# Lossy

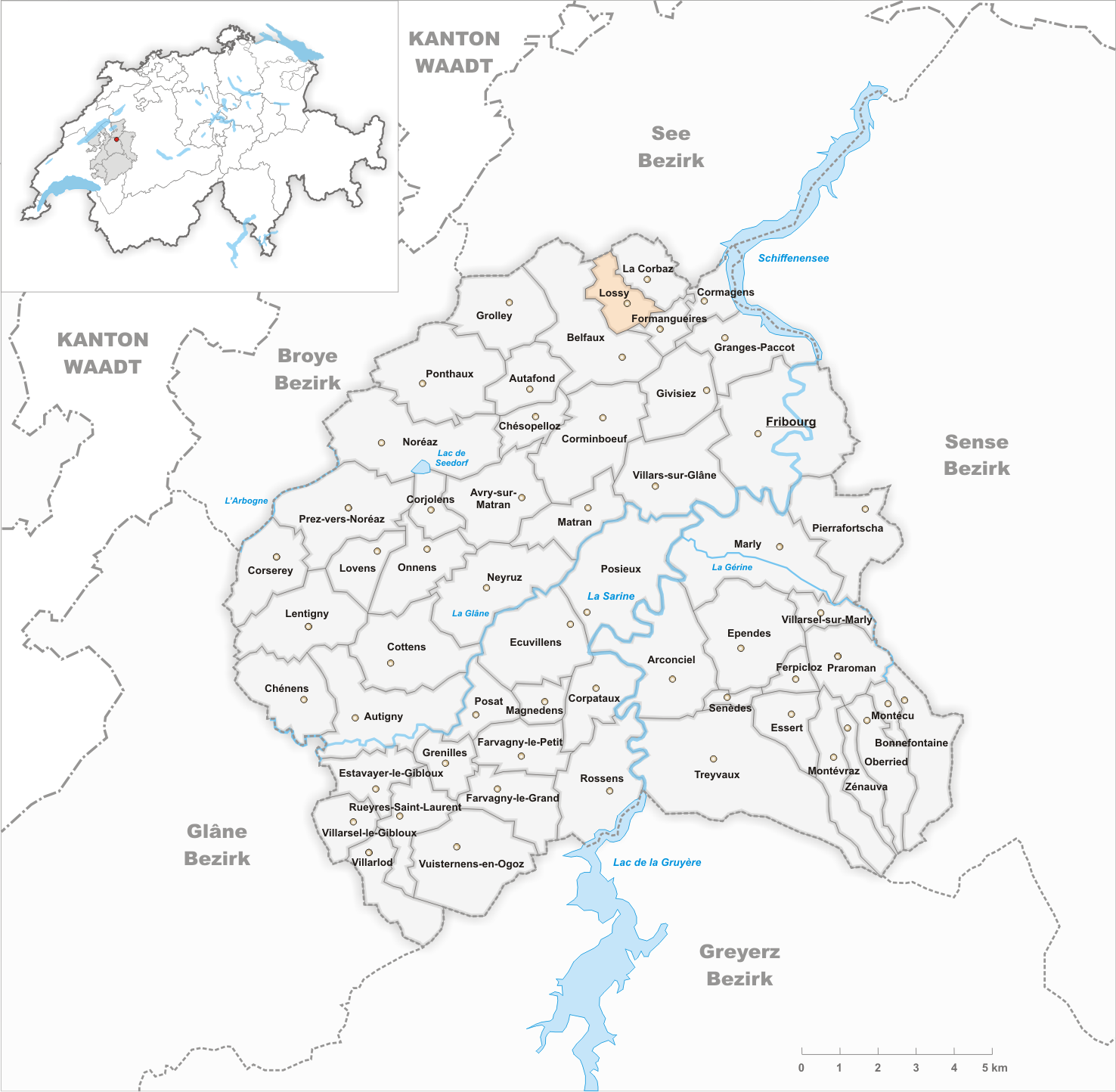
Gemeindestand vor der Fusion am 1. Januar 1982

Lossy (Freiburger Patois Lèthiⓘ) ist eine Ortschaft und früher selbständige politische Gemeinde im District de la Sarine (deutsch: Saanebezirk) des Kantons Freiburg in der Schweiz. Am 1. Januar 1982 wurde Lossy mit Formangueires in der neuen Gemeinde Lossy-Formangueires vereinigt. Heute ist es Sitz der Gemeindeverwaltung von La Sonnaz.

## Geographie
Lossy liegt auf 608 m ü. M., fünf Kilometer nordwestlich der Kantonshauptstadt Freiburg (Luftlinie). Das Strassendorf erstreckt sich an aussichtsreicher Lage am nördlichen Talhang der Sonnaz und südwestlich des Seitentälchens Les Riaux, im Molassehügelland des Freiburger Mittellandes. Die ehemalige Gemeindefläche betrug rund 2 km². Das Gebiet reichte von der breiten Talmulde der Sonnaz nordwärts über den Hang von Lossy bis in die Waldgebiete Forêt cantonale (bis 690 m ü. M.) und Bois de la Corbaz (660 m ü. M.). Auch das Tälchen Les Riaux gehörte grösstenteils zu Lossy.

## Bevölkerung
Mit 184 Einwohnern (1980) zählte Lossy vor der Fusion zu den kleinen Gemeinden des Kantons Freiburg. Zu Lossy gehörten mehrere Einzelhöfe.
Einwohnerzahlen: Volkszählungsdaten

## Wirtschaft
Lossy war bis in die zweite Hälfte des 20. Jahrhunderts ein vorwiegend durch die Landwirtschaft geprägtes Dorf. Noch heute haben der Ackerbau, der Obstbau, die Milchwirtschaft und die Viehzucht einen wichtigen Stellenwert in der Erwerbsstruktur der Bevölkerung. Weitere Arbeitsplätze sind im lokalen Kleingewerbe und im Dienstleistungssektor vorhanden, unter anderem in einer Schreinerei und in einer mechanischen Werkstätte. In den letzten Jahrzehnten hat sich das Dorf dank seiner attraktiven Lage zu einer Wohngemeinde entwickelt. Viele Erwerbstätige sind deshalb Wegpendler, die hauptsächlich in der Region Freiburg arbeiten.

## Verkehr
Das Dorf liegt abseits der grösseren Durchgangsstrassen, die Hauptzufahrt erfolgt von Belfaux. Die nächsten  Anschlüsse an die Autobahn A12 (Bern-Vevey) befinden sich rund 5 km vom Ortskern entfernt. Lossy ist von Montag bis Freitag während der Hauptverkehrszeiten durch eine Buslinie der Transports publics Fribourgeois an das Netz des öffentlichen Verkehrs angeschlossen. Der nächste Bahnhof an der Eisenbahnlinie Freiburg-Murten befindet sich in Belfaux (2 km vom Ortskern entfernt).

## Geschichte
Die erste urkundliche Erwähnung des Ortes erfolgte 1228 unter dem Namen Lozchie. Später erschienen die Bezeichnungen Lozie (1229), Lochie (1267), Lotzie (1294), Locie (1363) und Locye (1445). Die Etymologie des Ortsnamens ist unklar.
Seit dem Mittelalter unterstand Lossy den Herren von Englisberg. Spätestens ab 1442 gelangte das Dorf unter die Herrschaft von Freiburg und wurde der Alten Landschaft (Spitalpanner) zugeordnet. Nach dem Zusammenbruch des Ancien Régime (1798) gehörte Lossy während der Helvetik und der darauf folgenden Zeit zum Bezirk Freiburg, bevor es 1848 mit der neuen Kantonsverfassung in den Saanebezirk eingegliedert wurde.
Schon seit 1834 wurden Lossy und Formangueires gemeinsam verwaltet. Auf den 1. Januar 1982 erfolgte deshalb der Zusammenschluss zur neuen Gemeinde Lossy-Formangueires. Diese fusionierte am 1. Januar 2004 mit La Corbaz und Cormagens zur Gemeinde La Sonnaz. Kirchlich gehört Lossy zur Pfarrei Belfaux. Es besitzt eine Kapelle.

## Persönlichkeiten
- Louis Barras (1917–2001), Politiker und Agrarfunktionär